# Lithosia karenkona
Lithosia karenkona là một loài bướm đêm thuộc phân họ Arctiinae, họ Erebidae.